# Thrypticocirrus rogickae
Thrypticocirrus rogickae är en mossdjursart som beskrevs av Hayward och Thorpe 1988. Thrypticocirrus rogickae ingår i släktet Thrypticocirrus och familjen Smittinidae. Inga underarter finns listade i Catalogue of Life.